# 天秤座16
天秤座16，又名BD-03 3696，HD 132052、SAO 140240、HR 5570，是天秤座的一颗恒星，视星等为4.49，位于銀經351.73，銀緯46.27，其B1900.0坐标为赤經14h 51m 57.6s，赤緯-3° 46.27′ 21″。